# (29945) 1999 JU83
A (29945) 1999 JU83 a Naprendszer kisbolygóövében található aszteroida. A LINEAR projekt keretében fedezték fel 1999. május 12-én.